# Possibilismo
Il possibilismo è il nome dato al socialismo riformista di Paul Brousse tra gli anni 1880–1900. Si parlava anche di «broussismo».

## Definizione di Fresnette Pisani-Ferry
La Federazione dei lavoratori socialisti di Francia è la più antica e con 30 000 aderenti a Parigi il più importante raggruppamento operaio. Lo si chiama comunemente «partito possibilista» perché i suoi dirigenti pensano di realizzare il comunismo senza rivoluzione attraverso il voto.